# Hamlin (West Virginia)
Hamlin is een plaats (town) in de Amerikaanse staat West Virginia, en valt bestuurlijk gezien onder Lincoln County.

## Demografie
Bij de volkstelling in 2000 werd het aantal inwoners vastgesteld op 1119.
In 2006 is het aantal inwoners door het United States Census Bureau geschat op 1096, een daling van 23 (-2,1%).

## Geografie
Volgens het United States Census Bureau beslaat de plaats een oppervlakte van
1,5 km², geheel bestaande uit land. Hamlin ligt op ongeveer 194 m boven zeeniveau.

## Plaatsen in de nabije omgeving
De onderstaande figuur toont nabijgelegen plaatsen in een straal van 24 km rond Hamlin.